# Bussières (Puy-de-Dôme)
Bussières is een gemeente in het Franse departement Puy-de-Dôme (regio Auvergne-Rhône-Alpes) en telt 107 inwoners (2009). De plaats maakt deel uit van het arrondissement Riom.

## Geografie
De oppervlakte van Bussières bedraagt 13,2 km², de bevolkingsdichtheid is dus 8,1 inwoners per km².
De onderstaande kaart toont de ligging van Bussières (Puy-de-Dôme) met de belangrijkste infrastructuur en aangrenzende gemeenten.

## Demografie
Onderstaande figuur toont het verloop van het inwonertal (bron: INSEE-tellingen).